# Saint-Martin-des-Champs (Yvelines)
Pour les articles homonymes, voir Saint-Martin-des-Champs.
Saint-Martin-des-Champs est une commune française située dans le département des Yvelines en région Île-de-France.

## Géographie

### Situation
Le territoire communal, dont la superficie, 621 hectares, est proche de la moyenne yvelinoise (672 hectares), s'étend sur 4,6 kilomètres d'est en ouest et 2,3 kilomètres du nord au sud. Sans relief marqué, à une altitude moyenne de 130 mètres, il présente toutefois une légère pente du nord-est vers le sud-ouest. Il est adossé au nord-ouest à une ligne de hauteurs constituées de buttes-témoins culminant à 174 mètres d'altitude, dans l'axe de celles de Neauphle-le-Château et Thoiry. Il est limité au sud-ouest par le cours de la Flexanville qui coule entre 70 et 80 mètres d'altitude.

### Hydrographie
Le seul cours d'eau notable est la Flexanville, ruisseau de 10 kilomètres de long, affluent de la Vaucouleurs, qui passe en limite sud-est du territoire et marque la limite avec les communes de Prunay-le-Temple et Orgerus.

### Hameaux de la commune
Elleville, Corbeville, Fontenelle.

### Communes voisines
Les communes sont Hargeville au nord-est, Goupillières à l'est, Flexanville au sud-est, Osmoy au sud, Orgerus et Prunay-le-Temple au sud-ouest, Septeuil à l'ouest et Arnouville-lès-Mantes au nord.

### Transports et voies de communications

#### Réseau routier
La commune est desservie par la départementale D 11 qui relie Thoiry à Septeuil et passe en limite nord du territoire dans le sens est-ouest, et par la départementale D 130 qui relie Épône à Orgerus et traverse le bourg dans le sens nord-sud.

#### Desserte ferroviaire
La gare la plus proche est celle d'Orgerus-Béhoust située à environ neuf kilomètres au sud du bourg.

#### Bus
La commune est desservie par les lignes 2 et 10 du réseau de bus Centre et Sud Yvelines.

#### Sentier de randonnée
Un sentier de grande randonnée, le GR 11 (tour de l'Île-de-France) traverse la commune dans sa partie sud-est passant dans le bois Lecoq.

### Occupation des solssimplifiée
Le territoire de la commune se compose en 2017 de 92,27 % d'espaces agricoles, forestiers et naturels, 3,83 % d'espaces ouverts artificialisés et 3,91 % d'espaces construits artificialisés.
Le territoire est essentiellement rural. En 1999, l'espace rural occupait 93 % de la superficie totale et l'espace construit à peine 4 %, soit 24 hectares. L'habitat se répartit en trois groupes principaux situés sur une ligne est-ouest, le bourg de Saint-Martin-des-Champs au centre et deux hameaux, Elleville à l'est et Corbeville à l'ouest. Il est constitué d'habitations basses dans les trois noyaux urbains anciens et de maisons individuelles plus récentes.
L'espace rural est principalement voué à la grande culture céréalière, toutefois les surfaces boisées occupent environ 30 % du territoire, principalement au nord-est, au nord d'Elleville, et au sud-ouest, au sud de Corbeville.

### Climat
Pour des articles plus généraux, voir Climat de l'Île-de-France et Climat des Yvelines.
En 2010, le climat de la commune est de type climat océanique dégradé des plaines du Centre et du Nord, selon une étude du CNRS s'appuyant sur une série de données couvrant la période 1971-2000. En 2020, Météo-France publie une typologie des climats de la France métropolitaine dans laquelle la commune est exposée à un climat océanique et est dans la région climatique Sud-ouest du bassin Parisien, caractérisée par une faible pluviométrie, notamment au printemps (120 à 150 mm) et un hiver froid (3,5 °C).
Pour la période 1971-2000, la température annuelle moyenne est de 10,4 °C, avec une amplitude thermique annuelle de 14,3 °C. Le cumul annuel moyen de précipitations est de 689 mm, avec 11,3 jours de précipitations en janvier et 8,3 jours en juillet. Pour la période 1991-2020, la température moyenne annuelle observée sur la station météorologique la plus proche, située sur la commune de Magnanville à 10 km à vol d'oiseau, est de 11,6 °C et le cumul annuel moyen de précipitations est de 641,5 mm,. Pour l'avenir, les paramètres climatiques de la commune estimés pour 2050 selon différents scénarios d'émission de gaz à effet de serre sont consultables sur un site dédié publié par Météo-France en novembre 2022.

## Urbanisme

### Typologie
Au 1er janvier 2024, Saint-Martin-des-Champs est catégorisée commune rurale à habitat dispersé, selon la nouvelle grille communale de densité à sept niveaux définie par l'Insee en 2022.
Elle est située hors unité urbaine. Par ailleurs la commune fait partie de l'aire d'attraction de Paris, dont elle est une commune de la couronne,. Cette aire regroupe 1 929 communes,.

## Toponymie

### Attestations anciennes
Le nom de la localité est attesté sous les formes Agili Villa en 1079 ; apud Elevillam vers 1140-1180 ; [et paagium de] Elevilla entre 1204 et 1216 ; Ellevilla en 1244 ; Elevilla en 1272 ; Ellevilla en 1351 et vers 1480 ; [de] Saint Martin d’Elleville en 1556 ; [à] Saint Martin d’Elleville 1597 (ADY registres de catholicité St Martin-des-Champs), [Cure d’]Elleville, Elleuille [prieuré de N.Dame de Josaphat] en 1648 ; Elleville, Saint Prix vers 1757[réf. nécessaire], Martin des Champs en 1790, Saint Martin des Champs en 1793. La forme actuelle, Saint-Martin-des-Champs, n'apparait qu'au XVIIIe siècle, époque à laquelle le nom de lieu d'origine Elleville fait place au vocable de l'église.

### Étymologie
- Saint-Martin est un hagiotoponyme, qui fait référence à Martin de Tours, également surnommé « Saint Martin des Champs ». L'église de la commune lui dédiée.
- Elleville (voir Ailleville et Ellecourt)

## Histoire
Le hameau d'Elleville (en latin médiéval Agili Villa) était dès 1079 une possession du monastère Saint-Père de Chartres et relevait de l'autorité des seigneurs de Montfort-l'Amaury. Comme il était à la frontière de leur territoire, ils y prélevaient une taxe sur le sel et le poisson, en provenance de Pacy, port sur l'Eure. En février 1079, les moines se plaignent auprès du roi que Mainier, fils cadet d'Amaury de Montfort, exige d'eux cette taxe, dont son père les avait affranchis. Elleville était sous l'Ancien Régime une paroisse indépendante.
La chapelle du bourg était dédiée à saint Martin, celle d'Elleville à saint Prix.
Au XVIIIe siècle il y avait un château à Corbeville, dont le parc avait huit allées et un mur d'enceinte avec une tour d'angle, plus deux puits à Corbeville, dont l'un sur la place du village, ainsi qu'un autre puits à Saint-Martin. Dès 1671, la commune eut son collège construit à Corbeville par Jean Le Coq.
La commune s'est appelée autrefois Saint-Martin de Corbeville et a pris son nom actuel de Saint-Martin-des-Champs lors de la Révolution.

## Politique et administration

### Liste des maires
| Période                                  | Période  | Identité          | Étiquette | Qualité |
| ---------------------------------------- | -------- | ----------------- | --------- | ------- |
| Les données manquantes sont à compléter. |          |                   |           |         |
| mars 1995                                | 2020     | Jacques Bazonnet, |           |         |
| 2020                                     | En cours | Stéphane Bazonnet |           |         |

### Instances administratives et judiciaires
La commune de Saint-Martin-des-Champs appartient au canton de Bonnières-sur-Seine et est rattachée à la communauté de communes du pays Houdanais.
Sur le plan électoral, la commune est rattachée à la neuvième circonscription des Yvelines, circonscription à dominante rurale du nord-ouest des Yvelines.
Sur le plan judiciaire, Saint-Martin-des-Champs fait partie de la juridiction d’instance de Mantes-la-Jolie et, comme toutes les communes des Yvelines, dépend du tribunal de grande instance ainsi que de tribunal de commerce sis à Versailles,.

## Population et société

### Démographie

#### Évolution démographique
L'évolution du nombre d'habitants est connue à travers les recensements de la population effectués dans la commune depuis 1793. Pour les communes de moins de 10 000 habitants, une enquête de recensement portant sur toute la population est réalisée tous les cinq ans, les populations de référence des années intermédiaires étant quant à elles estimées par interpolation ou extrapolation. Pour la commune, le premier recensement exhaustif entrant dans le cadre du nouveau dispositif a été réalisé en 2006.

En 2022, la commune comptait 304 habitants, en évolution de −1,62 % par rapport à 2016 (Yvelines : +2,72 %, France hors Mayotte : +2,11 %).
| 1793 | 1800 | 1806 | 1821 | 1831 | 1836 | 1841 | 1846 | 1851 |
| ---- | ---- | ---- | ---- | ---- | ---- | ---- | ---- | ---- |
| 392  | 281  | 351  | 380  | 322  | 295  | 308  | 288  | 318  |

| 1856 | 1861 | 1866 | 1872 | 1876 | 1881 | 1886 | 1891 | 1896 |
| ---- | ---- | ---- | ---- | ---- | ---- | ---- | ---- | ---- |
| 291  | 274  | 279  | 260  | 250  | 230  | 225  | 230  | 220  |

| 1901 | 1906 | 1911 | 1921 | 1926 | 1931 | 1936 | 1946 | 1954 |
| ---- | ---- | ---- | ---- | ---- | ---- | ---- | ---- | ---- |
| 179  | 169  | 150  | 137  | 159  | 121  | 147  | 121  | 120  |

| 1962 | 1968 | 1975 | 1982 | 1990 | 1999 | 2006 | 2011 | 2016 |
| ---- | ---- | ---- | ---- | ---- | ---- | ---- | ---- | ---- |
| 110  | 111  | 229  | 300  | 313  | 305  | 321  | 317  | 309  |

| 2021 | 2022 | - | - | - | - | - | - | - |
| ---- | ---- | - | - | - | - | - | - | - |
| 304  | 304  | - | - | - | - | - | - | - |

#### Pyramide des âges
En 2018, le taux de personnes d'un âge inférieur à 30 ans s'élève à 32,0 %, soit en dessous de la moyenne départementale (38 %). À l'inverse, le taux de personnes d'âge supérieur à 60 ans est de 28,6 % la même année, alors qu'il est de 21,7 % au niveau départemental.
En 2018, la commune comptait 151 hommes pour 152 femmes, soit un taux de 50,17 % de femmes, légèrement inférieur au taux départemental (51,32 %).
Les pyramides des âges de la commune et du département s'établissent comme suit.
| Hommes | Classe d’âge | Femmes |
| ------ | ------------ | ------ |
| 0,0    | 90 ou +      | 1,3    |
| 9,4    | 75-89 ans    | 8,7    |
| 19,3   | 60-74 ans    | 18,6   |
| 24,0   | 45-59 ans    | 23,3   |
| 13,5   | 30-44 ans    | 17,7   |
| 13,4   | 15-29 ans    | 14,6   |
| 20,3   | 0-14 ans     | 15,7   |

| Hommes | Classe d’âge | Femmes |
| ------ | ------------ | ------ |
| 0,6    | 90 ou +      | 1,4    |
| 6      | 75-89 ans    | 7,8    |
| 13,5   | 60-74 ans    | 14,8   |
| 20,7   | 45-59 ans    | 20,1   |
| 19,6   | 30-44 ans    | 19,9   |
| 18,5   | 15-29 ans    | 16,8   |
| 21,2   | 0-14 ans     | 19,2   |

## Économie
Commune rurale et résidentielle.

## Culture locale et patrimoine

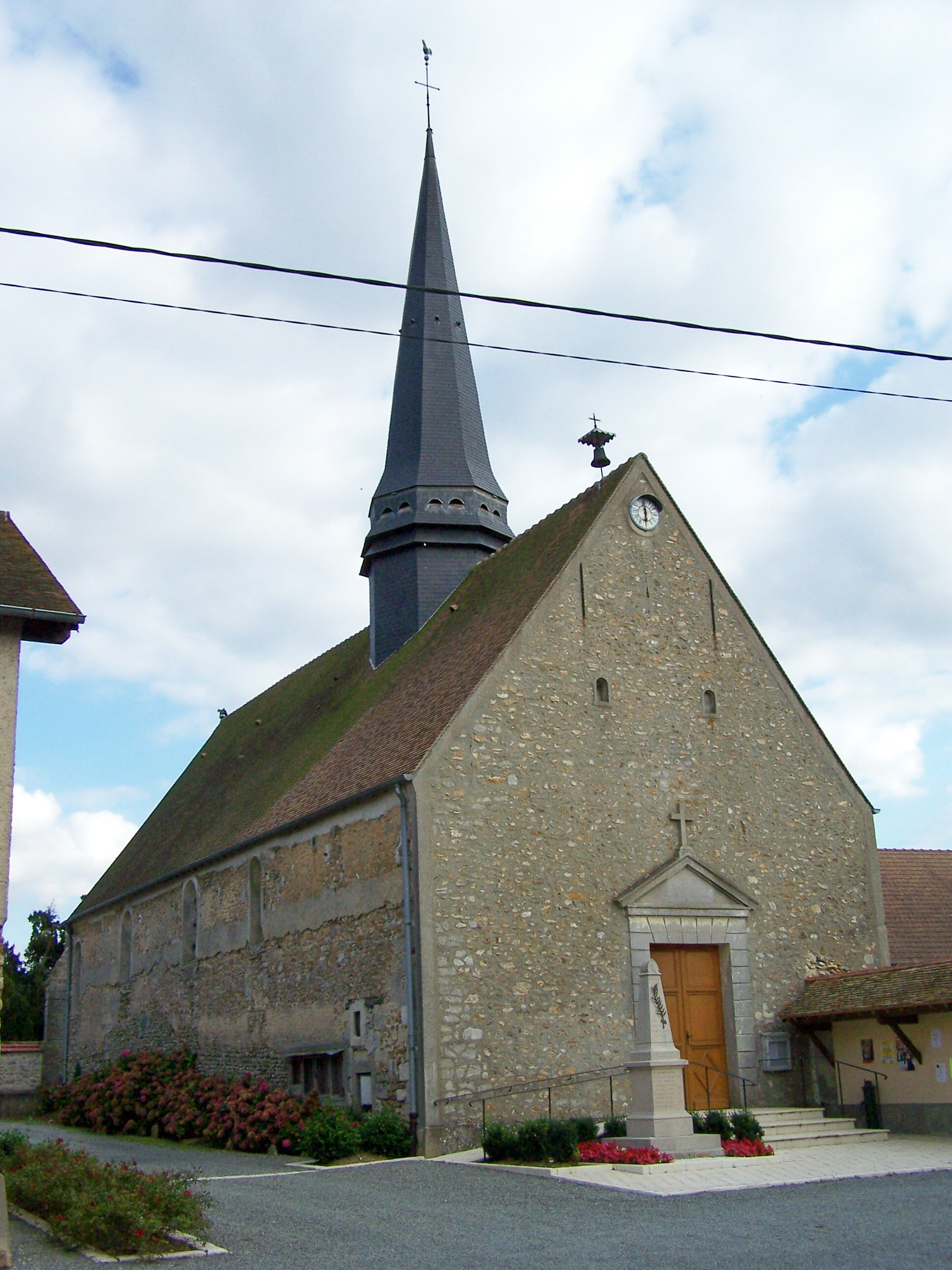
L'église Saint-Martin.

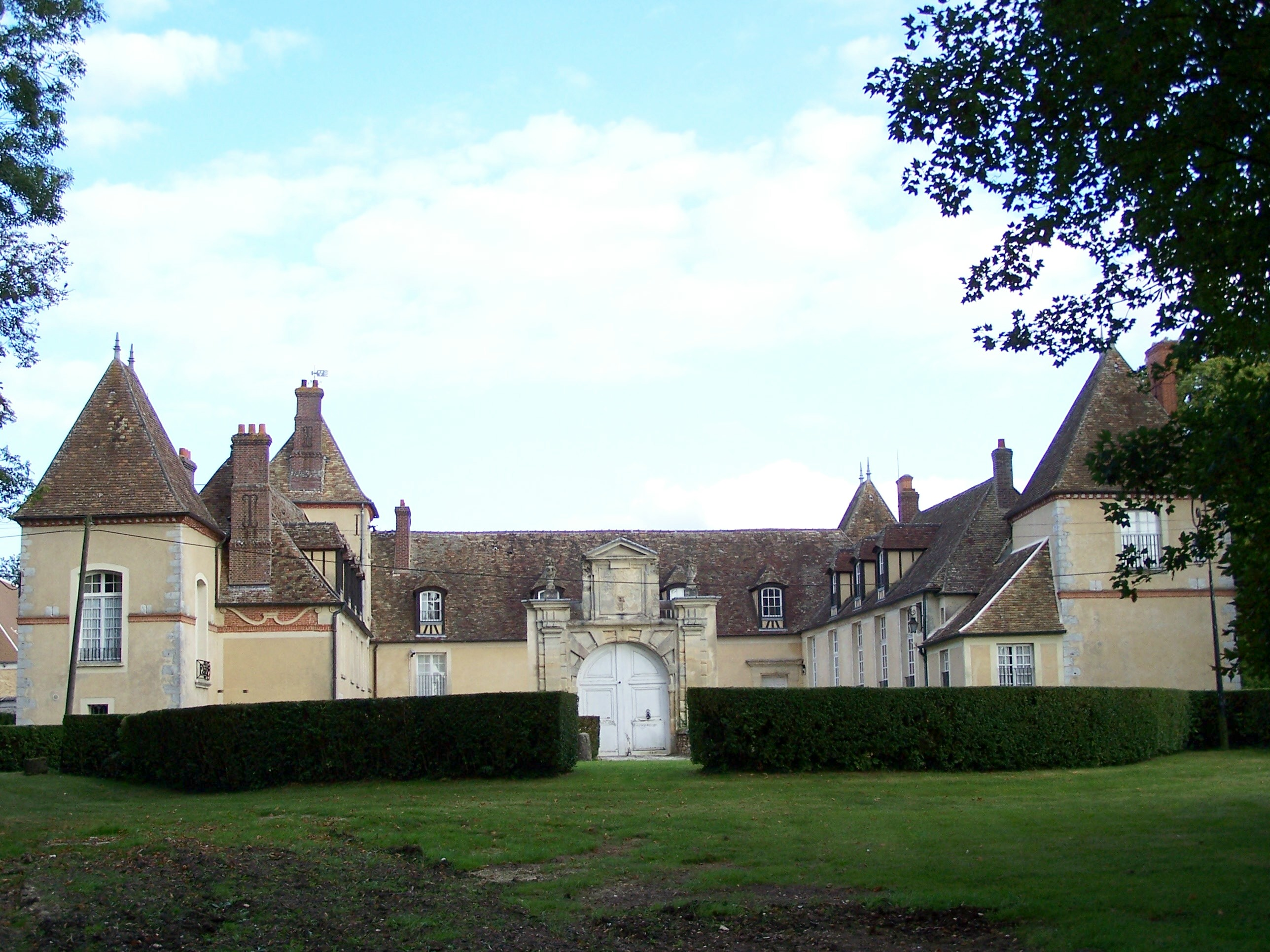
Le château de Corbeville.

### Lieux et monuments
- Église Saint-Martin, édifice en pierre du XIIIe siècle, remanié aux XVIe et XVIIe siècles.
- Château de Corbeville, construction en brique et pierre du XVIIe siècle[33].
- Le collège de Corbeville construit en 1671 par Jean Le Cocq.

### Personnalités liées à la commune
- Alexis-François Gabriel Lallemant Le Cocq de Macqueline, propriétaire du château de Corbeville au XVIIIe siècle.
- Guillaume Michel (1736-1811), homme politique né à Saint-Martin-des-Champs, député du Morbihan  à la Convention
- Jacques Fath (1912-1954), couturier français fut propriétaire du château de Corbeville de 1949 à sa mort.